# 高进孝
高進孝（1556年—？），字遂忠，號可愚，河南衛輝府获嘉县人，明朝政治人物。同进士出身。

## 生平
萬曆元年（1573年）癸酉科河南乡试第二十一名举人，萬曆十四年（1586年）丙戌科会试二百七名，廷试三甲一百五十一名進士，刑部观政後，本年十月授宜兴县知县，十五年十二月調繁上海县，丁憂歸。十九年三月補三原县，二十二年改任教职，二十四年改汾州府教授，升國子監助教，二十七年升刑部主事，二十八年調工部主事，三十年管节慎库，三十一年升员外郎，三十三年升郎中。歴任部郎，官至陕西布政司參政，驻节庆阳。居官清正，所至有声。喜品評古诗词，卷帙甚富。善楷书，所撰《文庙碑记》尤佳。

## 家族
曾祖高璽。祖父高玄。父高魁，壽官。母李氏。慈侍下。